# Jet Records
Jet Records fue una compañía discográfica británica fundada por Don Arden, con artistas como Electric Light Orchestra (ELO), Roy Wood, Gary Moore, Ozzy Osbourne, Riot y Magnum. El primer lanzamiento en la discográfica fue «No Honestly», canción de Lynsey de Paul que alcanzó el top 10 en Reino Unido. El primer lanzamiento de un álbum fue Taste Me... Don't Waste Me, también de Lynsey de Paul. Esta produjo otra canción exitosa, «My Man and Me», y otro álbum, Love Bomb, antes de abandonar la discográfica en 1976 tras una agria separación de Arden.
ELO eran manejados por Arden desde la creación de la banda en 1970. En 1972, Roy Wood creó una nueva banda, Wizzard, y ambas firmaron con Jet en 1975, con el material lanzado con Warner Bros. pasando a formar parte del catálogo de Jet.
En el Reino Unido, Jet Records fueron distribuidos por Island Records en 1974 y 1975, por Polydor Records de 1975 a 1976, y por United Artists de 1976 a 1978. En los Estados Unidos, un pequeño logo de Jet empezó a aparecer en la etiqueta de United Artists en 1975 para los lanzamientos de ELO y Wood. El primer lanzamiento de Jet en los Estados Unidos fue el sencillo del líder de ELO Jeff Lynne, «Doin' That Crazy Thing».
En 1991, Bagdasarian Productions adquirió las compañías y las propiedades de Arden, y reabrió la discográfica bajo el nombre de Chipmunk Records. Hay una referencia a la compañía en la película de 2007 Alvin y las Ardillas, así como en la secuela de 2009, ya que la discográfica de las ardillas se llama «Jett Records».